# Shcherbinina Island
Shcherbinina Island (englisch; russisch Остров Щербинина Ostrow Schtscherbinina) ist eine unregelmäßig geformte und bis zu 43 m hohe Insel vor der Ingrid-Christensen-Küste des ostantarktischen Prinzessin-Elisabeth-Lands. Sie gehört zur Gruppe der Rauer-Inseln und liegt 2,5 km südöstlich von Filla Island.
Wissenschaftler einer sowjetischen Antarktisexpedition kartierten und benannten sie 1956. Namensgeberin ist die russische Geologin Ekaterina Schtscherbinina von der Russischen Akademie der Wissenschaften. Das Antarctic Names Committee of Australia übertrug diese Benennung ins Englische.